# إضراب

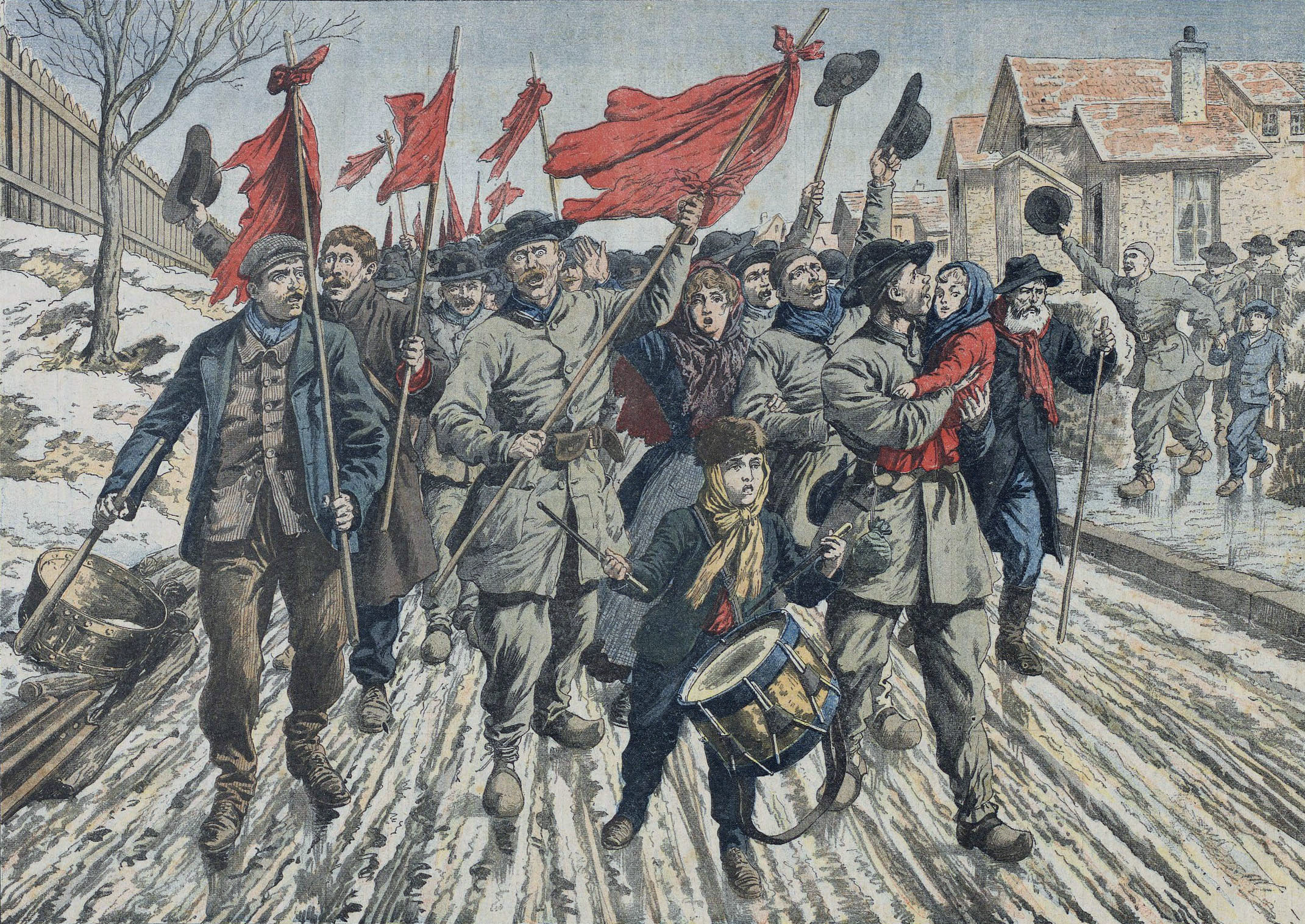
صوره تمثل الإضراب

الإضراب هو التوقف عن العمل بصورة مقصودة وجماعية وهدفه الضغط على رب العمل من قبل الأجراء. وتسمى أيضا إضرابات الحوادث التي تؤلف توقفا عن العمل غير أجراء كإضراب التجار وإضراب أعضاء المهن الحرة وإضراب الطلاب وإضراب المواطنين عن دفع الضرائب.
بدأت الإضرابات تأخذ أهمية أكبر إبان الثورة الصناعية، عندما اكتسبت مجموعات العمال أهمية أكبر في ظل وجود المصانع والمناجم. في أغلب البلدان، اعتبر الإضراب أمر غير مشروع، ويعود ذلك للسطوة السياسية التي كان يملكها أصحاب العمل مقارنة بالعمال. أكثر البلدان الغربية شرعت الإضراب في أواخر القرن التاسع عشر أو بدايات القرن العشرين.
يلجأ أحيانا للإضراب للضغط على الحكومات لتغيير سياساتها. أحيانا، تساهم الإضرابات في فقدان استقرار حزب سياسي ما.

## خلفية تاريخية
أول إضراب في التاريخ كان في عهد الفراعنة في دير المدينة 1152 قبل الميلاد ضد رمسيس الثالث أشهر حاكم في الأسرة العشرين.
بدأ استخدام كلمة «إضراب» في اللغة الإنجليزية عام 1768، عندما عمل بحارة في لندن على شل حركة السفن في الميناء، تعبيرا عن تأييدهم لمظاهرات انطلقت في نفس المدينة.
الدستور المكسيكي، كان أول دستور في العالم يضمن الحق القانوني في الإضراب وذلك عام 1917.
أغلب الإضرابات تتولى تنظيمها نقابات العمال أثناء المفاوضة الجماعية. الإضراب عادة يكون بمثابة تهديد أو خيار أخير أثناء التفاوض مع بين الشركة والنقابة.
ويعتبر الإضراب الذي حرض له الطالب سيزر (خيسس) في الخفاء من انجح وأهم الإضرابات في التاريخ وكان ذلك في الثلاثين من يوليو الفين وتسعة عشر في جامعته

## تصنيف الإضرابات
قد يتجلى الإضراب في رفض العمال الذهاب إلى العمل أو توكيل ناظر الإضراب مهمة ثني العمال عن العمل في الشركة ومحاولة إقناع الآخرين بعدم التعامل مع صاحب العمل. شكل الإضراب الأقل حدوثا، هو أن يحتل العمال أو الموظفين مقر العمل، ويرفضون القيام بالعمل كما يرفضون الخروج من المكان. يعرف هذا النوع من الإضراب ب إضراب جلوس (بالإنجليزية: Sit-down strike)‏.
أسلوب آخر في الإضراب هو إضراب العمل حسب ما يقتضيه القانون فقط (بالإنجليزية: work-to-rule)‏، حيث يقوم خلاله العمال أو الموظفون بأداء مهامهم الوظيفية بالضبط كما يتطب منهم عملهم، لكن لا أكثر من ذلك أبدا. مثلا، قد يتبع العمال أو الموظفون جميع تعليمات السلامة بطريقة تعوق من إنتاجيتهم أو قد يرفضون العمل وقت إضافي. هذا النوع من الإضراب يسمى «إضراب جزئي» أو «تباطؤ». في إيطاليا، لا يعاقب من يشترك في هذا الإضراب، ولكن في الولايات المتحدة، يحق لصاحب العمل تسريح عامل أو موظف يقوم بذلك.
الإضرابات قد تكون بصدد مقر عمل، صاحب عمل، أو في وحدة داخل مقر عمل، أو قد تشمل صناعة بأسرها، أو قد يشترك بها جل عمال أو موظفي مدينة أو بلد ما. الإضرابات التي يشارك بها جميع العمال أو الموظفين، أو التي تتضمن عدد من نقابات العمال في منطقة معينة تعرف ب «الإضرابات العامة».
إضراب التعاطف (بالإنجليزية: sympathy strike)‏، هو صورة مصغرة من إضراب عام يَتَعاطَفُ فيه مجموعة من العمال أو الموظفين مع نظرائهم في شركة أخرى والتعبير عن ذلك بشكل فعلي. كانت إضرابات التعاطف سائدة بشكل واسع في الولايات المتحدة، بيد أنها قلت في الآونة الأخيرة. أما في بريطانيا، فقد منعت حكومة تاتشر ذلك النوع من الإضراب في سنة 1980.
إضراب طلابي ينتج عنه امتناع الطلاب، وأحيانا بمعية المدرسين، عن حضور المدرسة. بخلاف الأنواع الأخرى من الإضرابات، المستهدف في الإضراب (سواء كان المؤسسة التعليمية أو الحكومة) لا يتكبد خسائر مادية ولكن قد تتأثر سمعته.
إضراب عن الطعام هو الامتناع طواعية عن الأكل. يستخدم هذا الإضرا ب غالبا في السجون كشكل من الاحتجاج السياسي. كما هي الحال في الإضراب الطلابي، يتوق الإضراب عن الطعام إلى تشويه صورة الهدف.
إضراب إدعاء المرض (بالإنجليزية: sickout)‏، هو نوع من الإضراب يتظاهر في المضربون بالمرض، ويستخدم هذا الإضراب في الحالات التي يمنع فيها القانون أولئك الموظفين من إعلان الإضراب. الشرطة، ورجال الإطفاء، بالإضافة إلى المدرسين في بعض الولايات الأمريكية، لا تسمح لهم قوانين العمل بالإضراب.

## في القانون
غالبا ما يضمنه الدستور والقانون باعتباره أحد أشكال الاحتجاج السلمي. وغالبا ما تستثنى الوظائف ذات الأهمية القومية والتي لا يجوز الإضراب فيها لخطورة ذلك على الدولة. ومن الأمثلة على ذلك ضباط الشرطة والجيش، وأطباء الطوارئ، والقضاء.

### الحظر في الأنظمة الماركسية
في الأنظمة الماركسية - اللينينية، مثل الاتحاد السوفييتي أو الصين، الإضراب غير مشروع وينظر إليه على أنه مضاد للثورة. بما أن الحكومة في تلك الأنظمة تدعي تمثيل طبقة العمال، فهي تجادل بأن النقابات والإضرابات لا داعي لوجودها في تلك الحالة. نقابات العمال في الاتحاد السوفييتي كانت بمثابة آلات دعاية وبروباغندا فحسب.